# Буда-Монастырская
Буда-Монастырская — упразднённая деревня в Думиничском районе Калужской области России. Исключена из учётных данных в 2001 году

## История
Деревня образовалась в 1660-х годах. До 1764 принадлежала Дорогошанскому монастырю (с. Зимницы), отсюда название Буда-Монастырская. В 1782 году деревня Буда на правой стороне речки Будянки вместе с селом Зимницы и другими деревнями значится имуществом Экономического ведомства.
По данным на 1859 год казённая деревня Буда, стоящая по левую сторону Калужского почтового тракта, входила в Жиздринский уезд Калужской губернии. В деревне с 762 жителями имелось 109 дворов и располагалась сельская расправа. После реформы 1861 года Буда вошла в состав Зимницкой волости. На конец 1870-х в ней насчитывалось 137 дворов и 773 жителя.
В 1892 году население деревни составляло 803, в 1897—794, в 1912—1050 человек, имелась церковно-приходская школа.
С 1929 центр Большевистского сельсовета (до 1954). После коллективизации в Буде-Монастырской образовался колхоз «Красный пахарь». В деревне было две школы: начальная и десятилетка.
До войны в Буде было 270—300 дворов. Немцы оккупировали деревню 5 октября 1941 года. Как и всех жителей соседних деревень, весной следующего года жителей Буды-Монастырской согнали на станцию Палики и отправили сначала в Брянские концлагеря, потом в Эстонию. Буда-Монастырская была освобождена 9 июля 1942 года. Жители вернулись домой только после войны.
22 февраля 1943 года из района Буды-Монастырской началось наступление советских войск — Жиздринская операция.
11 октября 2001 года постановлением правительства Калужской области деревня Буда-Монастырская исключена из учётных данных.

## Интересные факты
В селе Буда-Монастырская в 1875 году родился монах Оптины пустынь преподобномученик Евфимий (Любовичев), сын зажиточного крестьянина Алексея Павловича Любовичева. Поступил в Оптину пустынь после армии в 1902 году. В июне 1930 года иеромонах был арестован и умер в от туберкулеза в 1931 году. В 2005 года канонизирован (причислен к лику святых).